# エスプレット (トウガラシ)

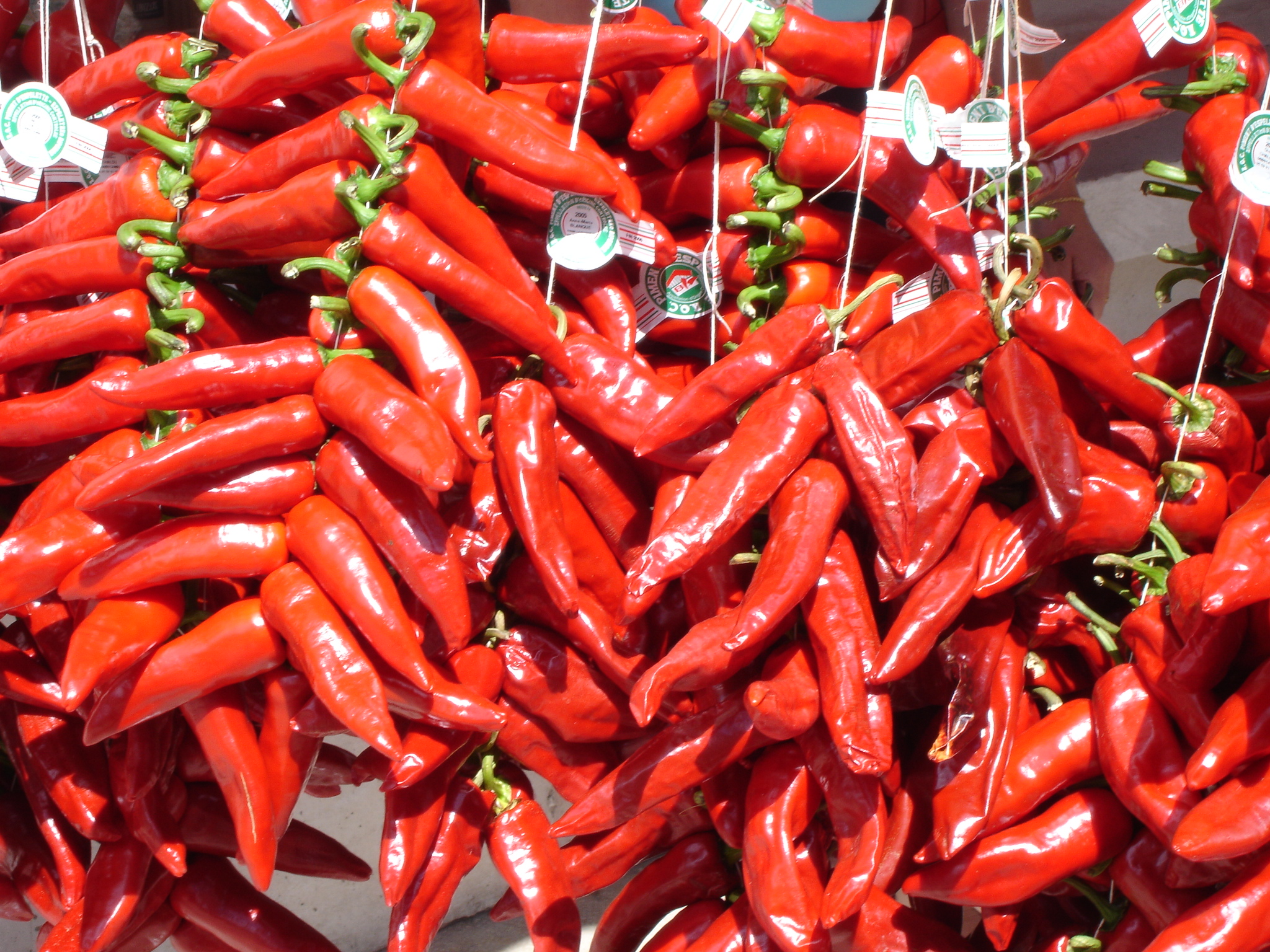
エスペレット

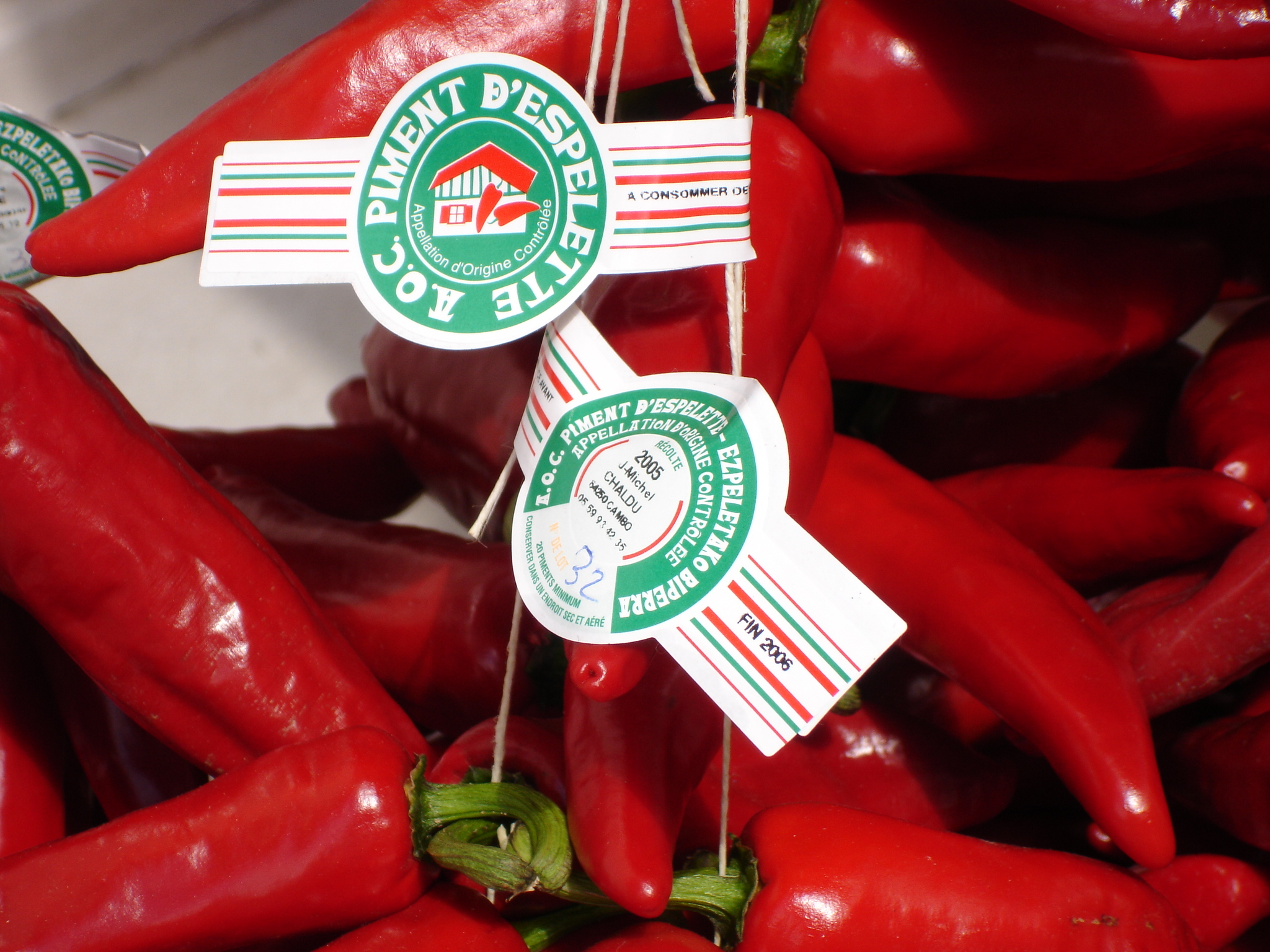
エスペレット

ピマン・デスペレット（フランス語: piment d'Espelette, バスク語: Ezpeletako biperra）は、バスク地方北部、フランス南西部のエスペレットを中心とした地域で生産されるトウガラシ、またその粉。ピマン・デスペレットあるいは単にエスペレットと呼ばれる。

## 概要
17世紀にエスペレットで栽培の始まったトウガラシの歴史は、1650年にまで遡ることができる。2000年6月１日よりAOCの認証を受け、現在はエスペレットを含む周辺の10のコミューン（アイノア、カンボ＝レ＝バン、エスペレット、アルツー、ジャチュー、イチャスー、ラレソル、サン＝ペー＝シュル＝ニヴェル、スライード、ユスタリッツ）で生産されている。
この唐辛子はスコヴィル値で最高4,000しかなく、辛さは中程度とされています。生または乾燥唐辛子の花束、挽いた唐辛子、ピューレや瓶詰めのピクルスとして購入できる。
アメリカ合衆国カリフォルニア州では、エスペレットペッパーが栽培され、販売されている。
日本においては、長野県軽井沢町で2014年に栽培されていた記録があり、2024年より試験栽培が行われています。
夏に収穫したトウガラシは日光に当てて乾燥させる。料理ではさらに砕いて粉状にしたものを用いる。辛味は弱くマイルドで、バイヨンヌのハムをはじめ、アショアやピペラードなどバスクの伝統料理でよく使われる香辛料の1つである。